# パパは年中苦労する
『パパは年中苦労する』（パパはねんじゅうくろうする）は、1988年4月8日から7月1日にかけて放送された、TBS制作の田村正和主演のテレビドラマである。『パパはニュースキャスター』に続くシリーズ第2弾。主人公の巽耕作と4人の子供達、恋人との暮らしを描く。

## あらすじ
巽耕作、41歳、新進気鋭の作曲家。10年前に結婚し、4人の子供をもうけたが、離婚。子供達は別れた妻が引き取り、彼は優雅な独身生活を送っている。女には勿論モテる。が、口説いた女に振られることも多い。実は子供好きな彼、つい酔って子供の写真を見せてしまうのだ。ある日、離婚した妻が突然蒸発してしまった。彼は、置き去りにされた子供達の面倒を見なければならなくなってしまう。このドラマは、噂のプレイボーイが子育てに悪戦苦闘する、聞くも涙、語るも涙の…喜劇である。

## キャスト

### 主人公
巽 耕作 - 田村正和（本作品の主人公）
1947年1月17日生まれ(第1話登場の免許証より、演者の田村とは異なる)の作曲家。子煩悩であるが、周囲には結婚歴がないと偽っている。ピアノ伴奏が得意であり、エレクトリックギターやローランド製のシンセサイザーも所有している。離婚後は港区南麻布6-28-1の7階建て高級マンションの6階に住んでいる。元の自宅は目黒区自由が丘にある。
所有している自動車は3台でいずれも外車である（うち1台は白のポルシェ・928でナンバーは、品川33 て 62-36）。また、車内には自動車電話が設置されている。運転は荒い。
『パパはニュースキャスター』の主人公である鏡竜太郎が、酔うと口説く癖があるのとは対照的に、酔って子どもの写真を見せてしまい口説きに失敗することが多い。

### 耕作の子どもたち
広瀬 克麻 - 中垣克麻（耕作の別れた妻の長男・第1子）
小学4年生の男子児童。耕作の子どものなかでは唯一の男児であり、最年長。いたずら好き。
広瀬 涼 - 吉村涼（耕作の別れた妻の長女・第2子）
1979年5月生まれで、小学3年生の女子児童。耕作に対してきつい態度をとることが多い。
広瀬 静華 - 勇静華（耕作の別れた妻の次女・第3子）
小学2年生の女子児童。
広瀬 美加 - 安達美加（耕作の別れた妻の三女・第4子）
5歳の幼稚園児。愛称は「みかりん」。

### 佐藤家の人々
佐藤 黎 - 浅野温子
耕作の現在の恋人。通訳で一児の母。26歳。息子のことを溺愛しているが、耕作の前では独身であることを強調し、耕作からは結婚歴がないと思われていた。後に耕作と結婚。
佐藤 ツヤ子 - 楠トシエ
黎の母。料理が上手で評判がよい。
佐藤 哲也 - 平田哲也
黎の一人息子で美加の友達。

### 作中に出演する重要人物
日高 理 - 所ジョージ
スマイルレコード社員。耕作とは互いを振り回す関係。未婚。佐藤家の隣人でもある。
フォルクスワーゲン・タイプ1を所有するが、みすぼらしい。
仕事には熱心だが、私生活はだらしなく子ども嫌いの性格もあって、黎や子どもたちの評判は悪い。
なお、耕作・黎の家族以外の人物の中では唯一全放送回に登場している。
広瀬 洋子 - きたむらあきこ
耕作の元妻で、子どもたちの母親。第1・12話に登場するがいずれも顔出しはしていない。
友恵先生 - 川俣しのぶ
美加と哲也が通う、ゆりのき幼稚園の先生。第2・9・10話に登場（第2話では『幼稚園の先生』とクレジットされている）。

### 主なゲスト出演者

#### 第1回
取材の女 - 黒田福美
眼鏡をかけているが、素顔は美人。自宅マンションに招き、口説こうとするが静華が現れたため失敗に終わる。
フルートの女 - 高沢順子
電話の女 - 向井薫
司会 - 木場弘子
グランドホステス - 新井今日子
ギャルソン - 段田安則

#### 第2回
結城 澪 - 山口いづみ
作詞家。
犬のオバさん - 山本道子

#### 第3回
前原 いづみ - 鳥居かほり
ホームメイドサービスの家政婦。耕作が子どもたちの父親であることを知らなかった。
滝 登美子 - 石井富子
ホームメイドサービスの家政婦。あまりにも厳しい性格で、子どもたちからは嫌われている。
宮田 祐子 - 入江繭子
田島 克子 - 辻靖美
ホームメイドサービスの家政婦。肥満体で酷女。家政婦の中では一番登場シーンが少なかった。

#### 第4回
キース・アダムス - ケント・デリカット
ミュージシャンで4児の父親。耕作とは異なり、酔ってもいないのに子どもの写真を見せたがる。
森田 好子 - 芳ヶ野恭子

#### 第5回
岩下 さつき - 黒木瞳
ギャルソン - 段田安則

#### 第6回
後藤久美子
本人役での出演。耕作の曲は気に入っているが、本人は歌手活動を嫌っている（実際の後藤久美子も歌手活動には消極的だった）。
耕作に依頼されてサインを書いたが、その色紙に美加が耕作の似顔絵を書いてしまう。
大藪夫人 - 根岸明美
クレジットは『オバさん』。息子のいたずらを克麻のいたずらと思い激昂する。
マネージャー - 松澤一之
後藤久美子のマネージャー。「歌が嫌い」と言う久美子に対し、笑いながらも「失礼だろ」と言うなど耕作に対する配慮は欠かさない。
大藪氏 - 小林勝也
クレジットは『紳士』。息子のいたずらのことで謝罪に来る。
大藪 環 - 伊崎充則
クレジットは『オバさんの息子』。
克麻と一緒にいたずらをするが、その罪を克麻が被ったために騒動になる。
ガードマン - 岡田正典

#### 第7回
雪村先生 - 松本留美
涼の担任。耕作の後輩で独身。
江崎先生 - 山下智子
静華の担任。
佐野先生 - 大和田多美恵
克麻の担任。
セールスウーマン - 青木和代

#### 第8回
別府 章子 - 久野綾希子
別府 えりか - 林美穂
涼のクラスに来た転校生。章子の娘。

#### 第9回
店員 - 金子真美
スタッフ - 和田賢司
司会 - 畑恵美子

#### 第10回
女医 - 中島晴美
係員 - 渡辺哲

#### 第11回
鏡 竜太郎 - 田村正和（二役）
『パパはニュースキャスター』の主人公。
米崎 みゆき - 浅野温子（二役）
『パパはニュースキャスター』に登場する竜太郎のパートナー。
大多記者 - 松澤一之
『パパはニュースキャスター』に登場する記者。松澤のみ本作ではレギュラー出演していない（第6話でゲスト出演している）。
涼のボーイフレンド - 岩淵健
オジさん - 布施木昌之
オバさん - 恩田恵美子
キスシーンの男 - 田代明
キスシーンの女 - 嶋津百代

#### 第12回
美人記者 - 浅見美那
カメラマン - 段田安則（二役）
店員 - 山下裕子
仲居 - 円城寺あや
湯河原温泉の仲居。
オジさん - 武川信介
オバさん - 山梨ハナ
料理の先生 - 三田恵子

#### 最終回
見合いの女 - 木村弓美
司会者・男 - 大舘章
司会者・女 - 目黒祐子
スタッフ - 和田賢司
稲川素子事務所、芸プロ、劇団日本児童、東京宝映

### ナレーション
- 芥川隆行

## スタッフ
- 脚本：伴一彦
- 音楽：アルフィー
- 主題歌：THE ALFEE 「WEEKEND SHUFFLE~華やかな週末~」
  - カップリングの「見つめていたい」が挿入歌として使用された（ドラマの中では耕作がアルフィーに提供した楽曲という設定）。
- オーケストラ：東京フィルハーモニック管弦楽団
- 音楽指導：杉本竜一
- 演出：吉田秋生(1、2、5、6、9、10、13)
近藤邦勝(3、4、7、8、11)
伊藤一尋(12)
- プロデューサー：八木康夫、伊藤一尋
- ディレクター：吉田秋生
- 技術：名佐原昭雄
- カメラ：大場俊
- 照明：松村劦
- 音声：八木沢正
- 映像：野々村直
- 音響：平田研吉
- 編集：高林徹
- 美術：白井浩二
- 選曲：山内直樹
- デザイン：竹内誠二
- 監督：近藤邦勝

## 放送日程
放送時間は、金曜午後9時～9時54分（第2回のみ放送時間が30分遅かった）。
| 放送回 | 放送日        | タイトル                     |
| ------ | ------------- | ---------------------------- |
| 第1回  | 1988年4月8日  | パパなんて大ッきらい!        |
| 第2回  | 1988年4月15日 | パパはママじゃない!          |
| 第3回  | 1988年4月22日 | お手伝いサン追い出し大作戦!  |
| 第4回  | 1988年4月29日 | パパ!ごはんまだぁ?           |
| 第5回  | 1988年5月6日  | ママに逢いたい…              |
| 第6回  | 1988年5月13日 | うちの子にかぎって…          |
| 第7回  | 1988年5月20日 | パパ!ボクの先生、美人ダヨ    |
| 第8回  | 1988年5月27日 | ちいさな恋のものがたり       |
| 第9回  | 1988年6月3日  | パパもたまにはメロドラマ     |
| 第10回 | 1988年6月10日 | 私たちパパの子供じゃないの!? |
| 第11回 | 1988年6月17日 | もうパパとお風呂入らない!    |
| 第12回 | 1988年6月24日 | わっ!パパがキスしてる!       |
| 最終回 | 1988年7月1日  | うちのパパは世界一!          |

## その他
- 伴一彦のTBS系の連続ドラマの脚本担当は本作以降、2007年の『冗談じゃない!』まで途切れている。
- 後藤久美子が第6話に本人役でゲスト出演している。
- ソフト化されている『パパはニュースキャスター』とは異なり、本作はソフト化されていない。ただし、当時の台本が脚本家の伴一彦のホームページで公開されている。
- 第11話にて『パパはニュースキャスター』のレギュラー陣のうち3人が登場している。なお、田村・浅野・所の3人は『パパはニュースキャスター』からの続投であるが、浅野と所の役柄が逆になっている（『パパはニュースキャスター』では所が子持ち、浅野が未婚という設定だった）。

## 放送局
- TBS（新作）および（再放送）
- JNN各局（新作）および（再放送）
- TBSチャンネル